# 姆韋內迪圖
姆韋內迪圖是剛果民主共和國的城市，由洛馬米省負責管轄，位於該國南部，1992年大量難民從加丹加省湧入該市，2007年人口估計約198,000。
07°00′00″S 23°27′0″E / 7.00000°S 23.45000°E